# Batalla de Kolberg
La Batalla de Kolberg va ser la captura de la ciutat de Kolberg (avui Kołobrzeg) a Pomerània per part de l'exèrcit polonès i l'exèrcit soviètic de les forces nazis alemanyes durant l'ofensiva de Pomerània Oriental de la Segona Guerra Mundial. Entre el 4 i el 18 de març de 1945 va haver una guerra urbana entre les forces soviètiques i poloneses contra l'exèrcit alemany pel control de la ciutat. Tanmateix, els alemanys van tenir èxit en l'evacuació de gran part del seu personal militar i dels refugiats que hi havia a la ciutat per via marítima abans que aquesta fos conquerida pels polonesos el 18 de març.

## Rerefons
El 4 de març de 1945, Kolberg, un gran port marítim del Bàltic a la província de Pomerània, va ser designat com a fortalesa com a Festung Kolberg.  Era una de les posicions clau alemanyes a la muralla de Pomerània, un enllaç vital entre Pomerània i Prússia. L'Alt Comandament alemany planejava fer servir aquest port per portar subministraments a les forces alemanyes de la rodalia, i esperava que les fortaleses podrien allunyar a les forces soviètiques de Berlín.
L'Ofensiva alemanya sobre la Pomerània Oriental, iniciada el 24 de febrer de 1945, estava dirigida a aïllar la ciutat i els seus defensors (principalment originaris del Grup d'Exèrcit Vístula. El primer comandant del Festung Kolberg va ser el general Paul Hermann, però va ser traslladat al febrer a un destí menys exigent donada una malaltia. Va ser reemplaçat pel Coronel Gerhard Troschel. Després de l'1 de març, la ciutat va passar a estar sota el comandament d'un exoficial de l'Afrika Korps, el coronel Fritz Fullriede, després que Troschel demanés permís per rendir-se. Joseph Goebbels va sol·licitar el canvi de comandament per mantenir la percepció pública al voltant de la pel·lícula Kolberg recentment estrenada.

## Exèrcits Oposats
Les forces alemanyes defensores representaven diverses formacions originàries del Grup d'Exèrcits Vístula, algunes amb la tasca de defensar la fortalesa, i d'altres que simplement es van veure capturades dins la bossa de Kolberg. Les unitats més notables incloïen elements del 3r Exèrcit Panzer, com la 33a Divisió de Granaders SS Charlemagne (1a Francesa) i la 15a Divisió Waffen SS de Granaders (1a Letona). Les estimacions sobre el nombre de defensors, incloent la milícia local i els voluntaris són entre 8.000 i 15.000 homes, reforçats per artilleria (unes 60 peces), un tren blindat, uns 18 tancs i una dotzena de vehicles de suport de diversos tipus. Les unitats alemanyes també reberen algun suport naval i aeri (incloent foc artiller provinent dels cuirassats de butxaca Lützow i l'Admiral Scheer).
Les forces soviètiques que van atacar la ciutat poden dividir-se en dues onades: unitats de l'Exèrcit Roig (entre el 4 i el 7 de març) i una d'unitats poloneso-soviètiques (entre el 8 i el 14 de març). Les principals unitats soviètiques van ser la 45a Brigada Blindada i la 272a Divisió de Fusellers. Entre les unitats poloneses hi ha elements del 1r Exèrcit Polonès, provinent del 1r Front de Belarús, com la 6a Divisió d'Infanteria polonesa, la 3a Divisió d'Infanteria i diverses unitats de suport. En total, les unitats poloneses sumaven uns 28.000 efectius.

## Batalla
El primer atac s'inicià el 4 de març per les unitats dels Fronts de Belarús 1r i 2n, amb les primeres unitats soviètiques entrant a la ciutat cap a les 8 del matí, però van ser rebutjades. El mateix dia va caure la ciutat de Köslin (avui Koszalin), permetent als soviètics traslladar reforços cap a Kolberg.
El 6 de març, l'Alt Comandament Soviètic decidí traspassar el setge de la ciutat als seus aliats polonesos. El 8 de març, els soviètics van rebre reforços provinents de l'Exèrcit del Poble Polonès, el 1r Exèrcit Polonès del General Stanislav Poplavsky, amb les divisions d'infanteria 6a i 3a, així com diverses unitats de suport. Els polonesos havien de conquerir la ciutat, però el primer atac també va ser rebutjat. Els alemanys defensaven ferotgement la ciutat, protegint tanmateix l'evacuació en marxa. Donada la manca d'armament antitancs, els cuirassats alemanys van fer servir els seus canons per fer costat als defensors de Kolberg.
El 12 de març es llançà un nou atac, amb unitats addicionals d'artilleria i tancs pessats, així com amb la 4a Divisió Polonesa d'Infanteria. L'atac progressà, però amb un gran cost de baixes, i va durar fins al 14 de març. Els alemanys van rebutjar una proposta de rendició.
El 15 de març s'aturà la lluita, i els alemanys van rebre reforços provinents dels batallons Kell. Tanmateix, van fracassar en el seu intent d'aturar als exèrcits polonesos, que van capturar les casernes, part de l'estació ferroviària i l'illa de Salt. El 16, els alemanys van retirar la major part de les seves forces i es van concentrar en la defensa del port. La destrucció de l'església de Kolberg, després d'un intens bombardeig artiller mitjançant coets Katyushas va permetre als polonesos endinsar-se a la ciutat. Llavors, els polonesos van assaltar l'estació ferroviària (defensada per un tren blindat Panzerzug 72A), les indústries farmacèutiques i l'hipòdrom.
El 17, els alemanys van abandonar la majoria de les seves línies defensives, deixant només uns 2.000 soldats per cobrir la retirada, i van començar a evacuar tots els soldats que van poder de la ciutat. Els polonesos van capturar l'estació de tren i van arribar al port, però la majoria dels alemanys van poder ser evacuats a Swinemünde. La darrera fortalesa alemanya estava prop de l'actual far.

## Després de la batalla
Més del 80% de la ciutat va ser destruïda en els intensos combats. La batalla va ser una de les guerres urbanes més intenses en què va participar l'exèrcit polonès. Les baixes poloneses es van estimar en 1.206 morts i desapareguts, i 3.000 ferits.
El 18 de març, dia que la ciutat va caure, l'Exèrcit Popular Polonès va recrear la cerimònia de les Noces amb el Mar de Polònia, que havia estat celebrada per primera vegada el 1920 pel general Józef Haller (també hi va haver una cerimònia menys coneguda el 17 de març).